# Zsuzsa Bánk
Zsuzsa Bánk (née le 24 octobre 1965 à Francfort-sur-le-Main de parents hongrois) est une écrivaine allemande.

## Biographie
Les parents de Zsuzsa Bánk s'exilent à l'Ouest après la répression en Hongrie à la suite de l'insurrection de Budapest en 1956. Bánk grandit en parlant l'allemand et le hongrois.
Zsuzsa Bánk exerce le métier de libraire. Après elle fait des études politiques et littéraires à l’université Johannes Gutenberg de Mayence et à Washington aux États-Unis. Elle travaille ensuite en tant que journaliste à Francfort-sur-le-Main avant de se consacrer, à partir de 2000, à l'écriture de romans.
Elle a reçu de nombreux prix littéraires, dont, en 2002, le prix Aspekte et le prix de promotion littéraire de la Fondation Jürgen-Ponto, en 2003, le Deutscher Bücherpreis pour son premier roman Le Nageur et aussi le prix Bettina-von-Arnim. En 2004 elle obtient le prix Adalbert-von-Chamisso.

## Livres traduits en français
- Le Nageur / Der Schwimmer, traduit de l'allemand par Olivier Mannoni, Le Seuil, Collection Points,  (ISBN 2-02-066954-4)
- L’Été le plus chaud / Heißester Sommer, traduit de l'allemand par Olivier Mannoni, Le Seuil, Collection Points,  (ISBN 3-10-005221-8)
- Les jours clairs / Die Hellen Tage, traduit de l'allemand par Olivier Mannoni, janvier 2015, Piranha,  (ISBN 978-2-37119-004-7)
- Mourir en été / Sterben im Sommer, traduit de l'allemand par Olivier Mannoni, édition Payot-Rivages, 2022.